# أليس والكر
أليس والكر (بالإنجليزية: Alice Walker) (من مواليد 9 فبراير 1944) مؤلفة أمريكية، شاعرة، وناشطة. وقد كتبت على حد سواء الخيال والمقالات حول العرق والجنس. وهي معروفة لروايتها التي نالت الانتقادات اللاذعة «اللون الأرجواني The Colour purple (»1982 التي فازت بجائزة الكتاب الوطني، وجائزة بوليتزر.

## حياتها
ولدت ووكر في Eatonton، جورجيا. وكانت الصغرى من ثمانية أطفال. والدها، الذي كان، في كلماتها، «رائع في الرياضيات ولكنه مزارع فظيع» حقق فقط 300 دولار في السنة من المزارعة وصناعة الألبان. والدتها استكملت دخل الأسرة من خلال العمل كخادمة. عملت 11 ساعة في اليوم مقابل 17 $ في الأسبوع للمساعدة في دفع قسط أليس لحضور الكلية.
في عام 1952، أصيبت ووكر عن طريق الخطأ في العين اليمنى برصاصة من بندقية BB من جانب واحد من أشقائها. ولأن الأسرة ليست لديها سيارة لم تتمكن أن تأخذ ابنتها إلى المستشفى لتلقي العلاج الفوري. في الوقت الذي وصلت إلى الطبيب بعد ذلك بأسبوع، كانت قد أصبحت عمياء بشكل دائم في تلك العين. أصبحت أليس بسبب الندبة التي تكونت على عينها تشعر بالخجل المفرط. شعرت بسبب تحديق الناس إليها كأنها شخص منبوذ، ولم تجد العزاء لنفسها إلاّ في القراءة وكتابة الشعر. وعندما أصبح عمرها 14 عاما، إزالة ذلك الندب. أصبحت في وقت لاحق الطالب المتفوق، وكانت الفتاة الأكثر شعبية، لكنها أدركت أن تلك الصدمة التي أصابتها كان لها بعض القيمة: حيث أن حادثة اصابة عينها أفسحت لها المجال أن تبدأ طريقها الأدبي.

## نشاطاتها
وفي 8 مارس، 2003، الموافق لليوم العالمي للمرأة، وذلك عشية الحرب على العراق، أليس ووكر ألقي القبض عليها خلال مظاهرة احتجاج ضد الحرب على العراق خارج البيت الأبيض.
في كانون الثاني 2009، كانت واحدة من أكثر من 50 الموقعين على رسالة احتجاج على مهرجان تورونتو السينمائي في «مدينة إلى مدينة» حيث ألقت الضوء على صنّاع السينما الإسرائيلية، حيث أدانت إسرائيل بأنها «نظام فصل عنصري».
في مارس 2009، سافرت أليس ووكر إلى غزة جنبا إلى جنب مع مجموعة من الناشطين (60 امرأة) من مناهضي للحرب، ذلك ردا على الحرب على غزة. وكان الغرض من قدومها لغزة تقديم المساعدات، والاجتماع مع المنظمات غير الحكومية والسكان، وإقناع إسرائيل ومصر إلى فتح حدودها إلى قطاع غزة.
مرة أخرى، خططت لزيارة غزة في ديسمبر 2009 للمشاركة في مسيرة (الحرية لغزة). في يونيو 23، 2011 أعلنت عن خطط للمشاركة في أسطول المساعدات القادمة إلى غزة flotilla التي تحاول كسر الحصار البحري الإسرائيلي. ] 
في مقابلة 2011 يونيو، وصفت ووكر الولايات المتحدة وإسرائيل بأنها «منظمات ارهابية» قائلةً «عند ترويع الناس، عند جعلها خائفة جدا منك، بحيث أن يكونوا في حالة جرح دائم عقليا ونفسيا طيلة حياتهم – هذا هو الإرهاب».

## إصداراتها المترجمة للعربية
| الإصدار                    | المترجم        | التاريخ | ملاحظات |
| -------------------------- | -------------- | ------- | ------- |
| اللون أرجواني              | سيزار كبيبو    | 2018    | [ 29 ]  |
| امتلاك سر البهجة           | دلال نصر الله  | 2018    |         |
| لن تثني عزيمة امرأة طيبة   | كنان الشحف     | 2019    |         |
| مريديان                    | سيزار كبيبو    | 2019    |         |
| حياة غرانغ كوبلاند الثالثة | سيزار كبيبو    | 2020    |         |
| معبد تابعتي                | وائل أحمد بحري | 2020    | [ 30 ]  |

## روابط خارجية
- أليس والكر على موقع IMDb (الإنجليزية)
- أليس والكر على موقع الموسوعة البريطانية (الإنجليزية)
- أليس والكر على موقع مونزينجر (الألمانية)
- أليس والكر على موقع ألو سيني (الفرنسية)
- أليس والكر على موقع ميوزك برينز (الإنجليزية)
- أليس والكر على موقع قاعدة بيانات برودواي على الإنترنت (الإنجليزية)
- أليس والكر على موقع إن إن دي بي (الإنجليزية)
- أليس والكر على موقع ديسكوغز (الإنجليزية)
- أليس والكر على موقع قاعدة بيانات الفيلم (الإنجليزية)